# Lou Creekmur
Lou Creekmur (Hopelawn, Nueva Jersey, 22 de enero de 1927 – Tamarac, Florida, 5 de julio de 2009) fue un jugador profesional estadounidense de fútbol americano que se desempeñó en la posición de offensive tackle en la National Football League (NFL). Es miembro del Salón de la Fama del Fútbol Americano Profesional.

## Carrera
Creekmur jugó como profesional diez temporadas en Detroit Lions (1950-1959), equipo en el que se retiró.

## Reconocimiento
El 27 de julio de 1996, ingresó como miembro al Salón de la Fama del Fútbol Americano Profesional.